# Palais Lucerna
Le palais Lucerna est un bâtiment pragois de style Art Nouveau et Moderniste se trouvant dans la Nouvelle ville de Prague. Depuis le 1er juillet 2017, il s'agit d'un monument culturel national de la République tchèque.  

## Architecture
La structure du bâtiment a été construite entre 1907 et 1921 par Ing. Vaclav Havel (grand-père de l'ancien président de la République tchèque, Vaclav Havel). Le palais était à l'origine destiné à servir de stade de hockey, mais au début de la construction, il a été découvert que la salle ne convenait pas à cet effet et le projet a dû être rapidement transformé en une grande salle sociale. À cette époque, il était un bâtiment unique en son genre, car c'était l'un des premiers édifices en béton armé construits à Prague et comportant un très original passage couvert avec verrière. La conception architecturale générale est également intéressante, car le bâtiment porte les traits distinctifs de l’Art nouveau et du modernisme naissant. L'auteur le plus probable de la façade de la rue Vodičkova n ° 36/704 était l'architecte - Osvald Polívka (1859-1931), qui a conçu les façades de ses immeubles d'appartements à Prague (Haštalská 6 et 8, Vězeňská 4, V Kolkovně 5,7, Myslíkova 4, Rašínovo nábřeží 70 et 78), que Havel a vendus pour financer la construction du Lucerna depuis 1905. 

## Usages
C’est un centre culturel et social important dans la capitale, à la fois dans l’ancienne Tchécoslovaquie et dans la République tchèque. Depuis l’achèvement de la construction et la mise en service du complexe, s'y sont tenus d'innombrables concerts, bals, réunions, conférences, défilés de mode, manifestations sportives (durant la Première République tchécoslovaque, par exemple, tournois de boxe ou matches), etc. Outre la Grande Salle, on trouve également une salle de marbre, un cinéma, un bar et un café. Au fil du temps, un grand nombre des artistes les plus remarquables de la République tchèque et de l'étranger se sont produits ici. Depuis sa création, les habitants de Prague ont également l'habitude de suivre des cours de danse au Lucerna Marble Hall. 
Après 1989, le Palais Lucerna a été restitué à la famille Havel, et est maintenant la propriété de la femme d'Ivan Havel, Mme Dagmar Havel. 

## Grand hall
Le noyau du complexe est la grande salle Lucerna, mesurant 54 mètres de long, 25,5 mètres de large et 9 mètres de hauteur. La grande salle occupe trois étages souterrains et peut accueillir environ 2 500 spectateurs debout et 1 500 spectateurs assis. 
L’utilisation de la salle est variée: bal de fin d’études, concerts, conférences, concours de danse, etc. 

## Passage
Un passage bien connu traverse le palais, tandis qu'une statue provocante du sculpteur David Černý - une sculpture intitulée «Le cheval» datant de 1999 et représentant St. Wenceslas assis sur le ventre de son cheval mort est suspendue à l'endroit où l'arcade se ramifiait devant l'entrée du cinéma Lucerna. Il était à l'origine situé au bas de la place Venceslas. Cette statue a été installée avec le soutien de la propriétaire du palais, Dagmar Havel, sœur du président Vaclav Havel, qui conclut un accord avec l'artiste en vertu duquel l'œuvre serait ainsi suspendue dans le passage jusqu'au retour dans les pays tchèques de la monarchie constitutionnelle.  Le croisement du passage (carrefour local de passages) va vers la place Venceslas, où se trouve le célèbre théâtre Rokoko .   

## Monument culturel national
Le complexe est protégé en tant que monument: monument culturel, le «Palais Lucerna avec les bâtiments adjacents» est protégé depuis 1976 en tant que complexe de bâtiments qui, outre le Palais Lucerna, comprend les bâtiments du Palais Rokoko no 794 sur la place Venceslas et ses environs. Les deux bâtiments sont aussi appelés les maisons de Šupich. 
En 2017, le palais Lucerna a été déclaré monument culturel national. 

## Galerie

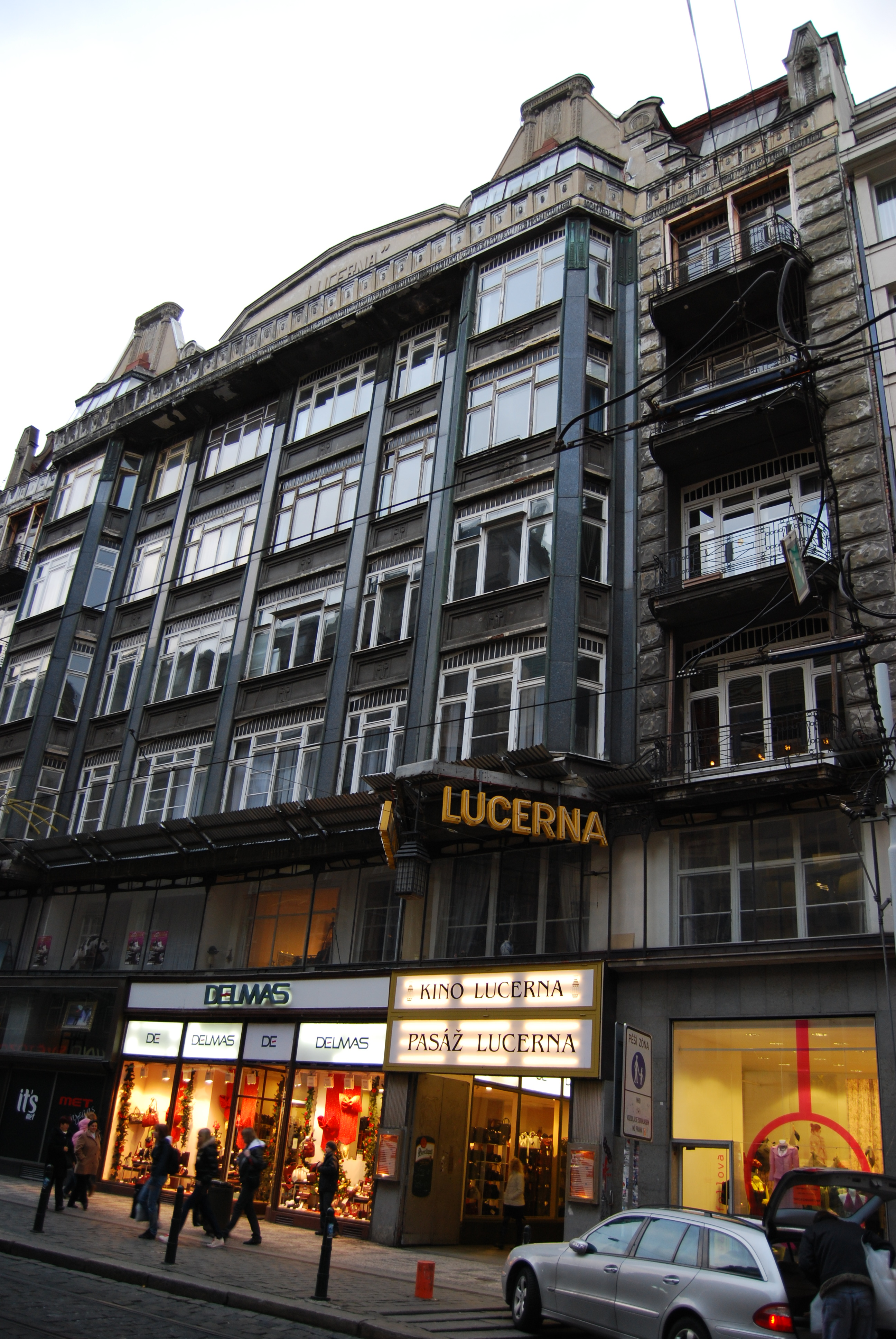
Vue depuis la rue Vodickova.
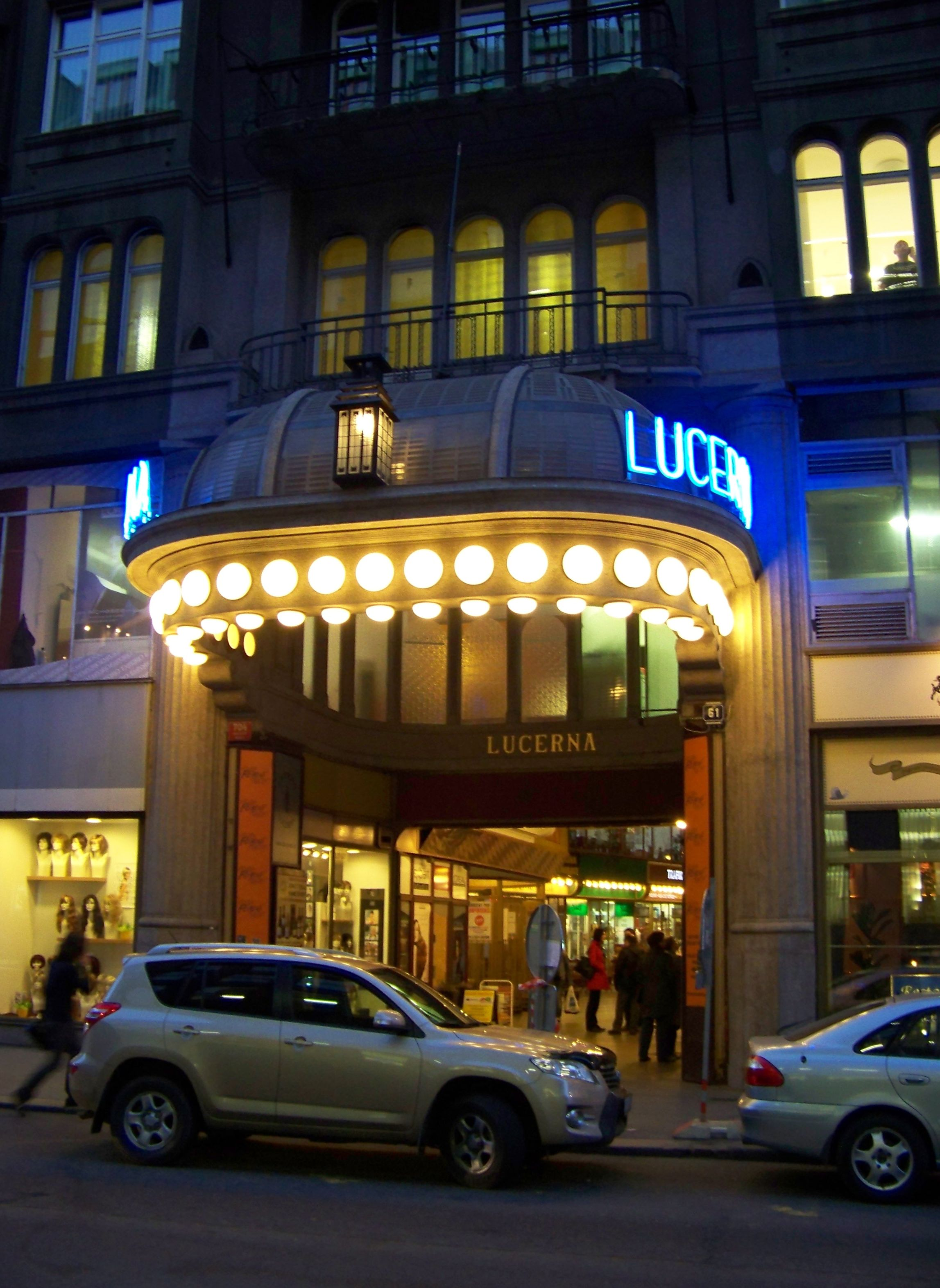
Entrée du passage de la rue Štěpánská.
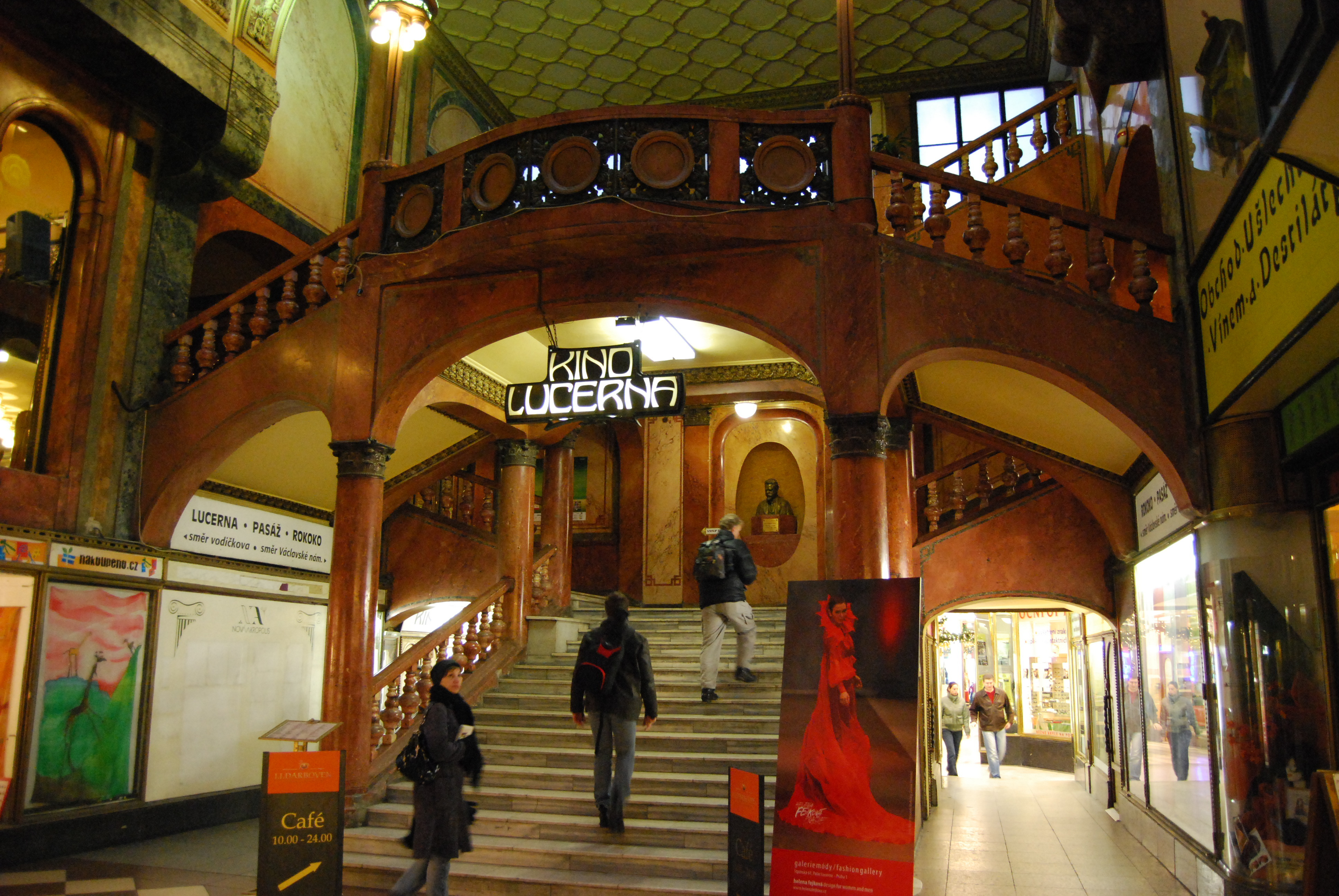
Entrée du cinéma.
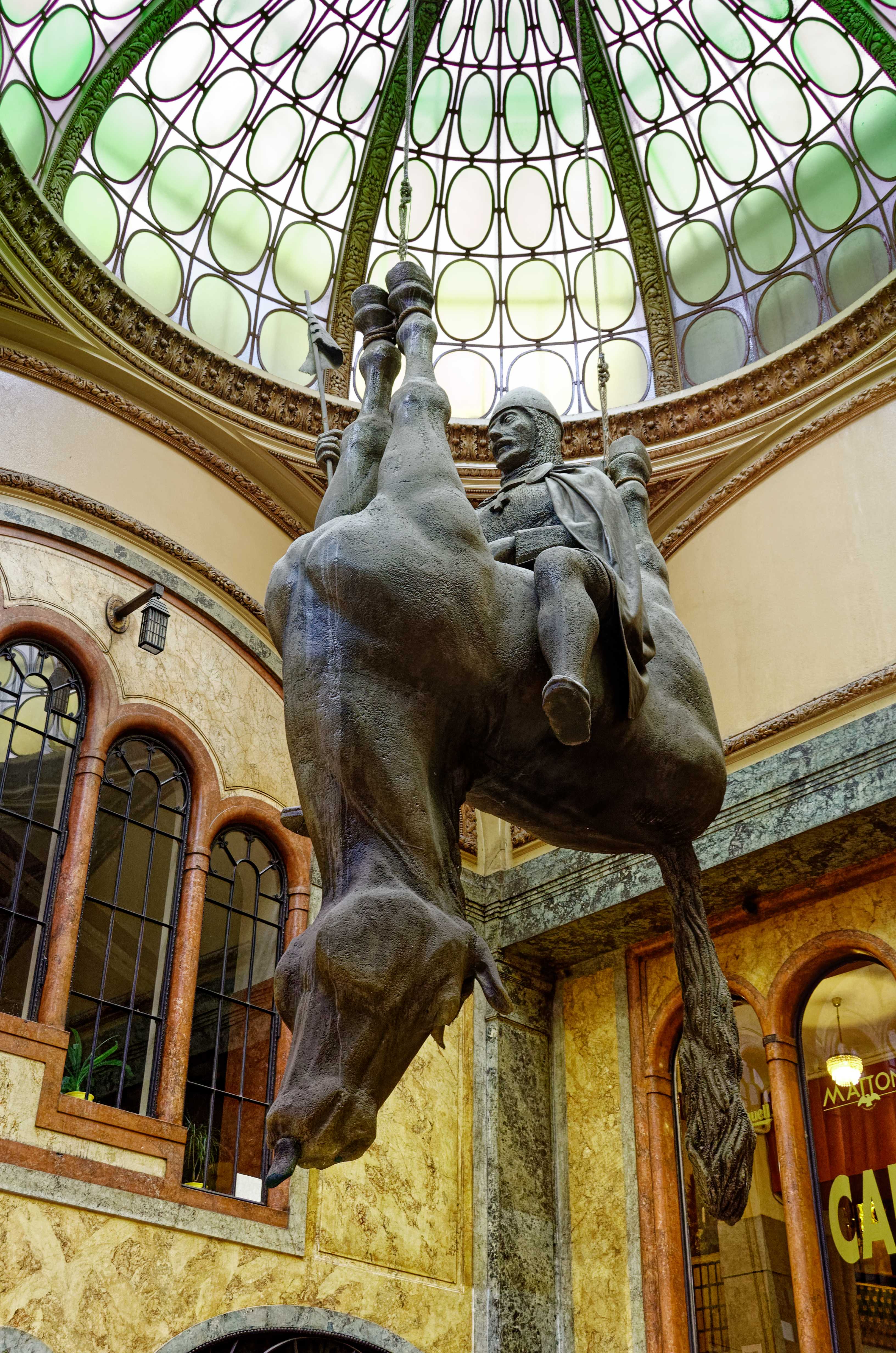
Statue provocante de David Černý dans le passage.
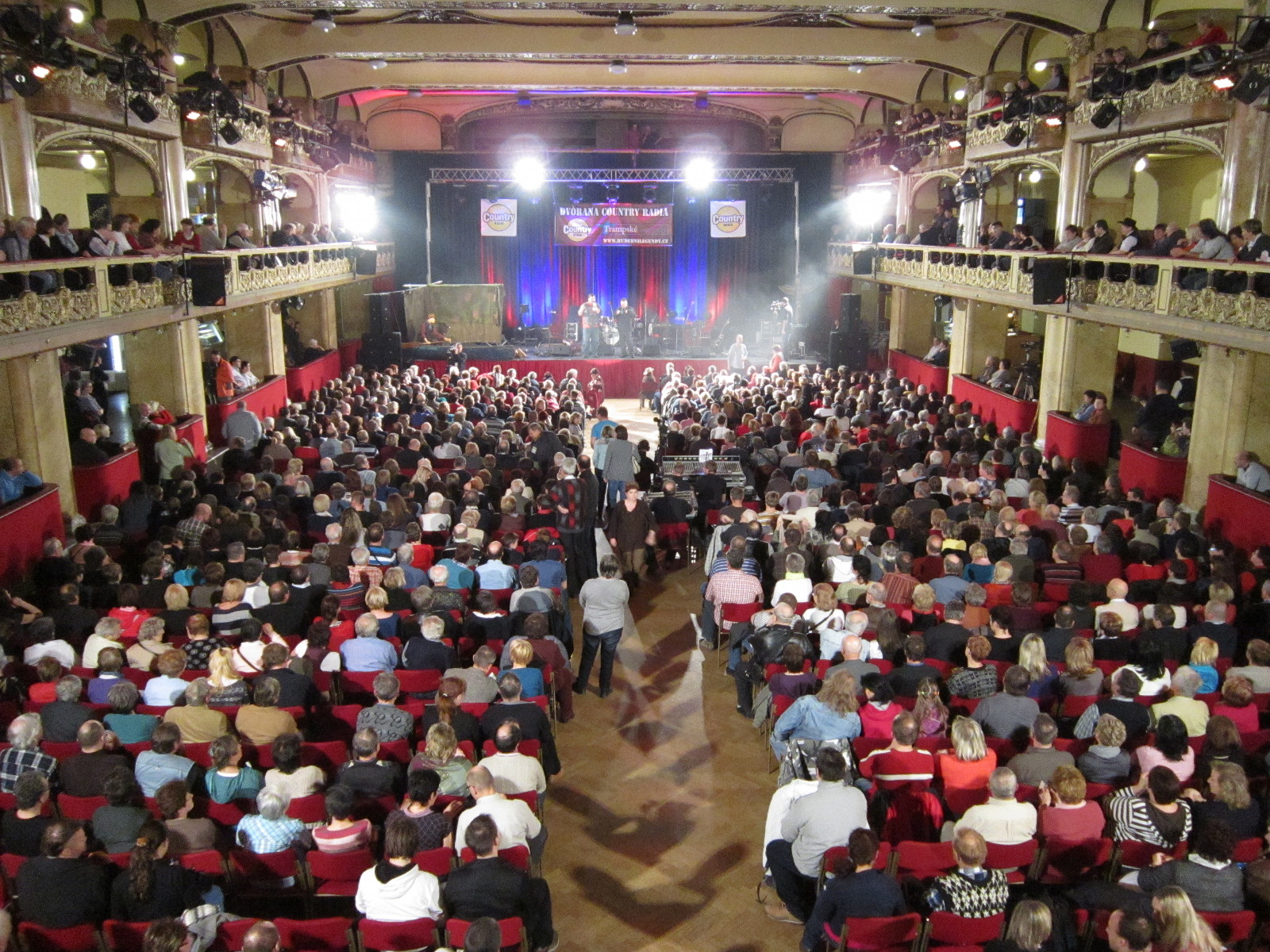
Lanternes du grand hall.
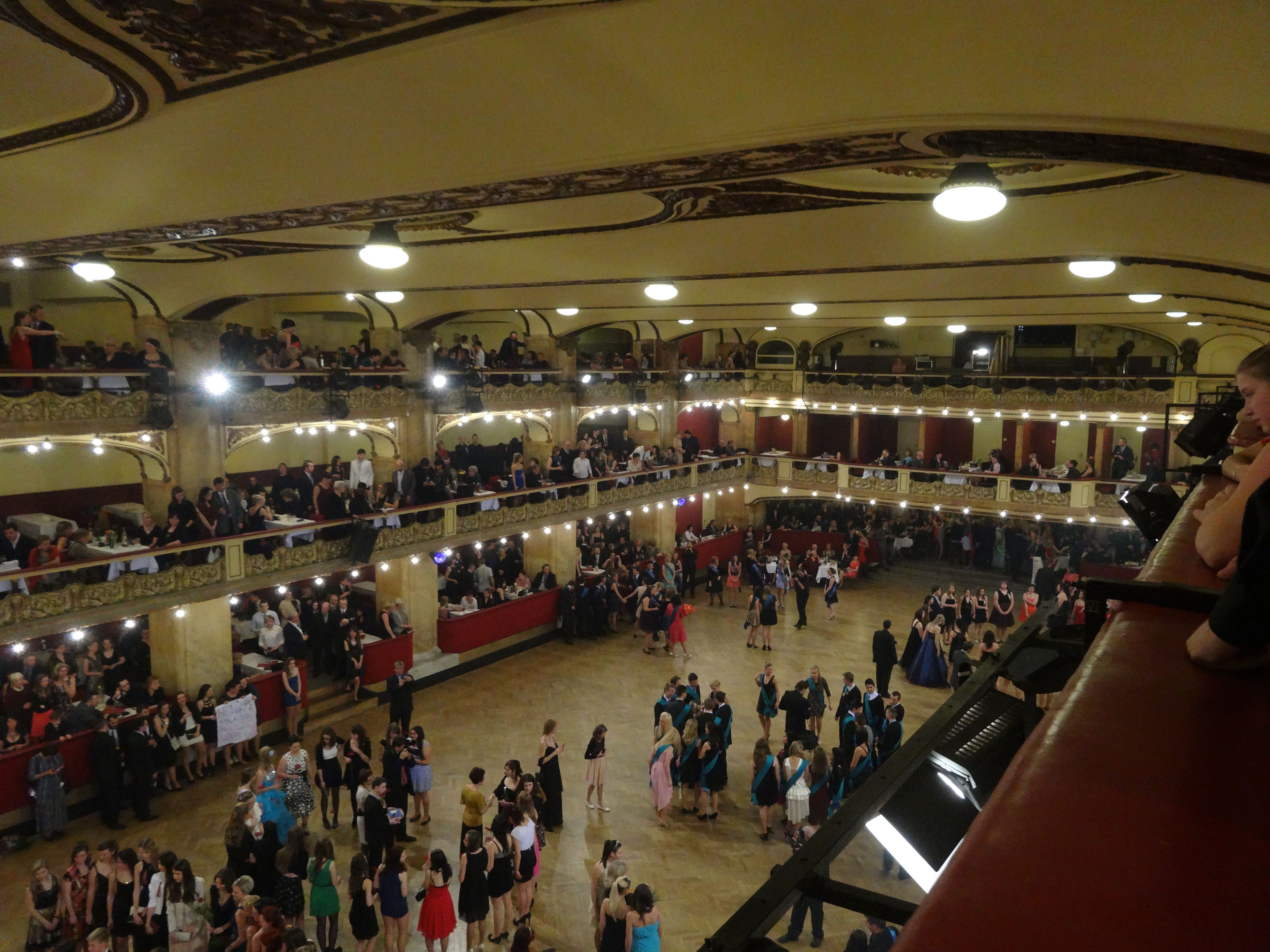
Bal de fin d'études en 2014.
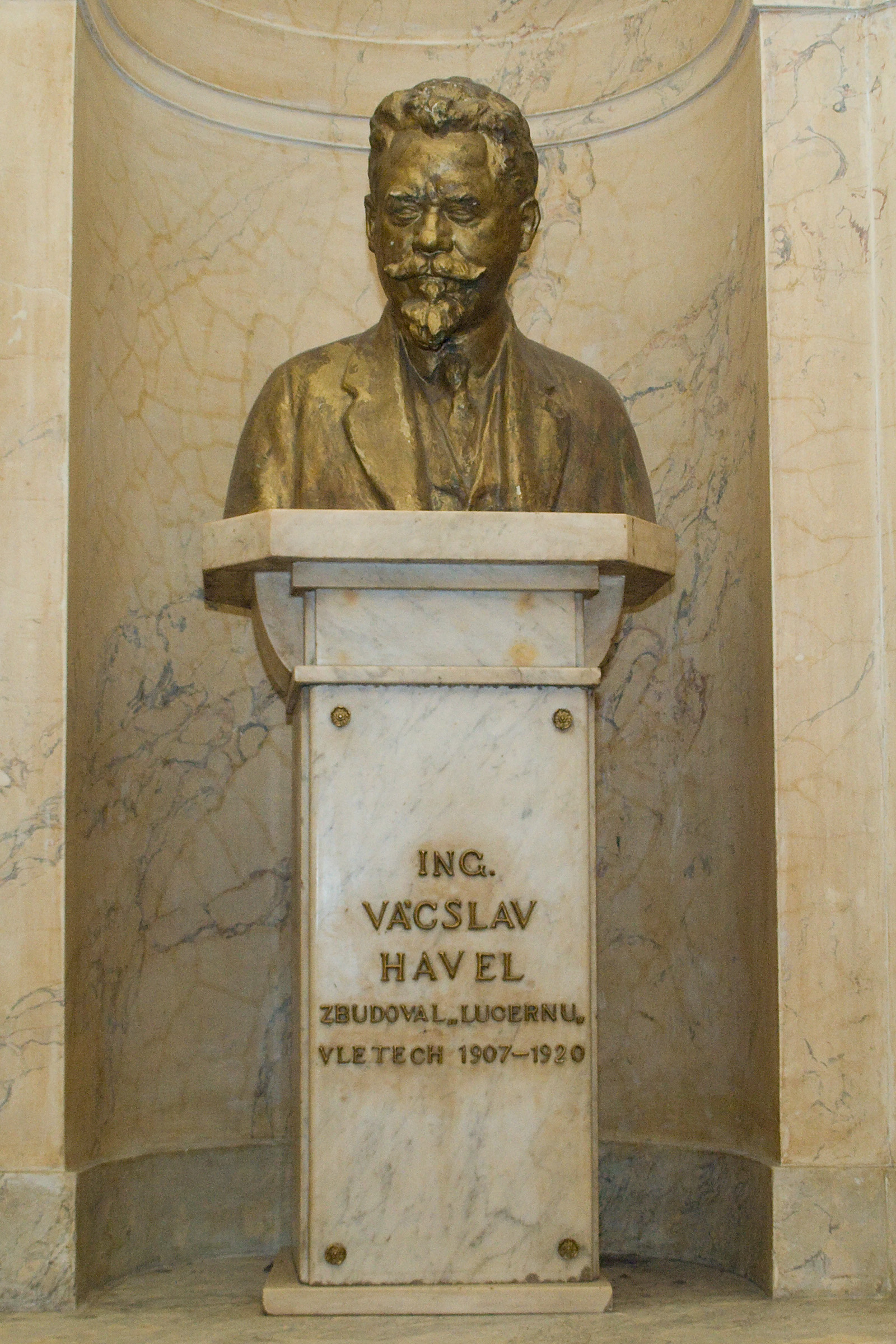
Buste du fondateur de la lanterne Vaclav Havel par Jan Štursa.
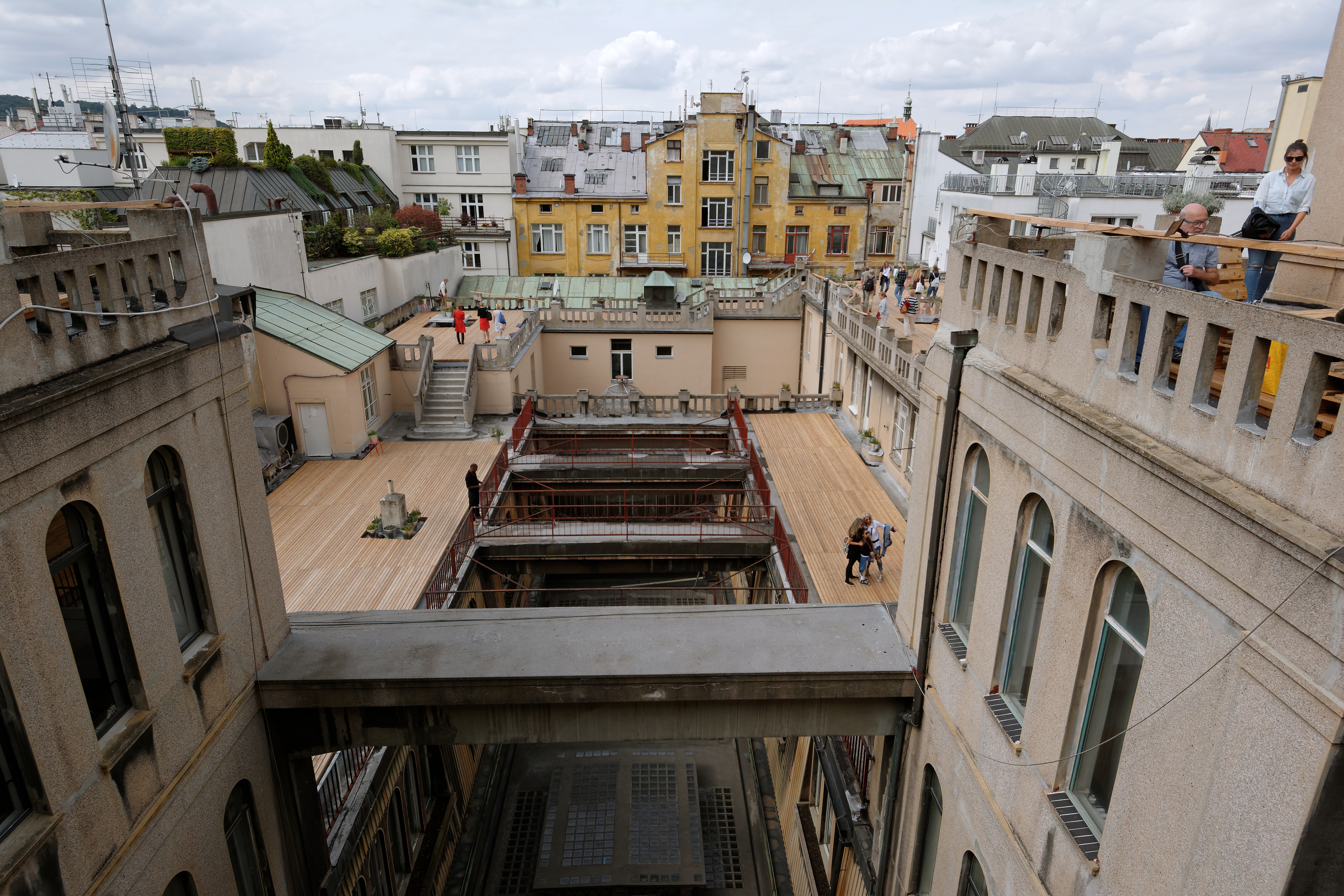
Le toit du palais.

## Liens

### Littérature
- Yvonne Jankova, « Palais Lucerna », in : Staletá Praha 13. Technique et monuments, Centre de conservation de la nature et de la conservation de Prague, Prague, 1983, p. 133-145. http://www.academia.edu/33911677/